# Лелиці
Лелиці (пол. Lelice) — село в Польщі, у гміні Ґоздово Серпецького повіту Мазовецького воєводства.
Населення — 560 осіб (2011).
У 1975-1998 роках село належало до Плоцького воєводства.

## Демографія
Демографічна структура станом на 31 березня 2011 року:
|          | Загалом | Допрацездатний вік | Працездатний вік | Постпрацездатний вік |
| -------- | ------- | ------------------ | ---------------- | -------------------- |
| Чоловіки | 274     | 66                 | 179              | 29                   |
| Жінки    | 286     | 49                 | 170              | 67                   |
| Разом    | 560     | 115                | 349              | 96                   |